# Hilara discoidalis
Hilara discoidalis är en tvåvingeart som beskrevs av William Lundbeck 1910. Hilara discoidalis ingår i släktet Hilara och familjen dansflugor. Arten är reproducerande i Sverige. Inga underarter finns listade i Catalogue of Life.